# Andrzej Majewski (pułkownik)
Andrzej Majewski (ur. 11 sierpnia 1931 w Dęblinie, zm. 27 października 2017 w Warszawie) – pułkownik dyplomowany pilot Wojska Polskiego.

## Życiorys
Lata dziecięce Andrzej Majewski spędził w Warszawie i Lwowie. Był synem Tadeusza Majewskiego, który pracował przy budowie i rozbudowie lotniska dla „Szkoły Orląt” w Dęblinie. W roku 1944 przeżył Powstanie Warszawskie, potem trafił do obozu segregacyjnego. W roku 1946 został przyjęty do prywatnego gimnazjum mechanicznego, a 15 czerwca 1949 r. rozpoczął praktyczne szkolenie w Szkole Szybowcowej w Rzadkowie, gdzie komendantem był por. pil. Marian Czura. W grudniu 1949 r., Komenda Główna Powszechnej Organizacji „Służba Polsce” skierowała go do Centralnej Szkoły Instruktorów Szybowcowych. W lipcu 1950 r. Andrzej Majewski zdobył Srebrną Odznakę Szybowcową F.A.I z numerem 337, a 12 października tego samego roku, skończył kurs wyszkolenia spadochronowego w Ośrodku Ligi Lotniczej w Nowym Targu. Całość szkolenia w CSIS ukończył egzaminami państwowymi na licencję instruktora szybowcowego i zostaje skierowany do Aeroklubu Białostockiego na stanowisko instruktora szybowcowego.
1 września 1951 r., ochotniczo wstępuje do Oficerskiej Szkoły Lotniczej Nr 4 w Dęblinie, gdzie kończył kurs pilotażu na szturmowych samolotach IŁ-2 oraz IŁ-10. Podchorąży Andrzej Majewski wykonał na nich 210 lotów w czasie 46 godzin i 7 minut. „Szkołę Orląt” ukończył 29 listopada 1953 r. jako prymus. Otrzymał tytuł pilota lotnictwa szturmowego i został powołany do wojskowej służby zawodowej w korpusie osobowym oficerów dowódców w stopniu podporucznika i pozostał w OSL-4 jako pilot instruktor w 3. szkolnej eskadrze szturmowej w Mińsku Mazowieckim.
3 grudnia 1955 r. Andrzej Majewski został awansowany na stopień porucznika i przeniesiony do 4. szkolnej eskadry szturmowej w Radzyniu Podlaskim. Tutaj wszedł w skład 1. klucza lotniczego dowodzonego przez pilota i dowódcę, kpt. pil. Jerzego Radwańskiego. W połowie 1956 r. został wysłany do Oficerskiej Szkoły Lotniczej nr 5 w Radomiu, w celu przeszkolenia się w pilotowaniu myśliwskich samolotów odrzutowych typu MiG-15. Po przeszkoleniu otrzymał uprawnienia instruktorskie.
W styczniu 1957 roku, jako dowódca klucza lotniczego, szkolił 20 pilotów sportowych z eksperymentalnej „Grupy 100”, których w ciągu jednego roku należało wyszkolić na „myśliwców”. Eksperyment ten udał się, lecz powtarzany nie był. W listopadzie tego samego roku objął stanowisko nawigatora 2. eskadry szkolno-bojowej 58. lotniczego pułku szkolno-bojowego, którą dowodził kpt. pil. Tytus Krawczyc. W marcu 1960 r. został dowódcą zespołu dowodzenia lotami w 58. lotniczym pułku szkolno-bojowym.
Dnia 26 czerwca 1965 r. skończył z wyróżnieniem KDO (Kurs Doskonalenia Oficerów) w Centrum Szkolenia Lotniczego w Modlinie i dnia 4 października został mianowany majorem.
Od roku 1972 dowodzi 23.lotniczą eskadrą szkolną w Dęblinie, gdzie osobiście szkolił pilotów, kierował lotami oraz studiował zaocznie w Akademii Sztabu Generalnego w Rembertowie. Dnia 12 października 1974 r. został awansowany na stopień podpułkownika. W kwietniu 1975 r. został wyróżniony przez dowódcę Wojsk Lotniczych, gen. dyw. pil. Henryka Michałowskiego, złotą odznaką „Wzorowego Dowódcy”, a 13 września tego roku, ten sam generał wyróżnił ppłk. Majewskiego białą bronią – Lotniczym Kordzikiem nr. 17778.
Dnia 10 lipca 1976 r. płk. Majewski ukończył wyższe studia na kierunku lotnictwa operacyjnego w Akademii Sztabu Generalnego WP i uzyskał tytuł oficera dyplomowanego. W tym samym miesiącu objął dowodzenie 47. szkolnym pułkiem śmigłowców w Modlinie, z którym dokonał dwóch pełnych przebazowań w 1977 r. do Krzewicy i na stały pobyt do Nowego Miasta nad Pilicą.
W dniu 1 kwietnia 1980 r. został starszym inspektorem bezpieczeństwa lotów Wyższej Oficerskiej Szkoły Lotniczej w Dęblinie. W r. 1985 został szefem pilotów w 2. Szkole Lotniczej Lotnictwa Libijskiego w Martubie, a w marcu 1986 r. został przeniesiony na stanowisko naczelnika wydziału bezpieczeństwa lotniczego w generalnej Dyrekcji Lotnictwa Cywilnego przy Ministerstwie Komunikacji, ale już w lipcu 1987 r. wrócił do pracy w WOSL w Dęblinie.
Pułkownik Andrzej Majewski latał i szkolił na 18 typach samolotów i śmigłowców. Wykonał 12703 loty w czasie 5141 godzin i 38 minut. W dowód uznania za wzorową i długoletnią służbę w powietrzu, Dowódca Wojsk Lotniczych gen. gryg. pil. Henryk Michałowski wyróżnił płk. pil. Andrzeja Majewskiego w dniu 23 sierpnia 1974 r. „Statuetką Ikar” po raz drugi. W stan spoczynku odszedł 2 września 1989 roku. Był pilotem I klasy.
Pułkownik Majewski jest członkiem Oddziału Dęblińskiego Stowarzyszenia Seniorów Lotnictwa Wojskowego Rzeczypospolitej Polskiej. Interesuje się przeszłością i przyszłością naszego lotnictwa. Od 14 kwietnia 1955 r. żonaty z Eugenią Kisiel. Mają córkę Dorotę.
W roku 2013 ukazała się książka „Szturmowcy z Gniazda Orląt, Dęblin 1945-1956” autorstwa płk. Andrzeja Majewskiego, oddająca hołd pilotom szturmowym i ich rodzinom, jak również eskadrom szkolno-bojowym w dęblińskiej „Szkole Orląt”.
Klub lotników „Loteczka” we Wrocławiu docenił wybitne osiągnięcia płk. dypl. pil. Andrzeja Majewskiego oraz zaangażowanie w Lotnictwie Polskim przyznając wysokie wyróżnienie klubu: statuetkę Złota Lotka, której wręczenie wraz z zasadzeniem własnego Dębu Chwały w alei ludzi przestworzy odbyło się 23 maja 2015 roku w Orlim Gnieździe.
Rozkazem Ministra Obrony Narodowej Tomasza Siemoniaka Nr 16/Pers.DK z dnia 21.08. 2015r. otrzymał tytuł: „ZASŁUŻONY PILOT WOJSKOWY" i ma prawo do noszenia odznaki Nr 0238.

## Ordery i odznaczenia
- Złoty Krzyż Zasługi – 1968
- Krzyż Kawalerski Orderu Odrodzenia Polski – 1974